# أوبة بلاغي
أوبة بلاغي هي قرية في مقاطعة شاهين دج، إيران. يقدر عدد سكانها بـ 96 نسمة بحسب إحصاء 2016.